# Chrysopilus lineatus
Chrysopilus lineatus är en tvåvingeart som beskrevs av Lindner 1929. Chrysopilus lineatus ingår i släktet Chrysopilus och familjen snäppflugor. Inga underarter finns listade i Catalogue of Life.